# Wilhelm Cornides
Wilhelm Cornides (* 28. Juli 1920 in München; † 15. Juli 1966) war ein deutscher Publizist. Er war der Verfasser des „Cornides-Berichts“, einer bekannten und häufig zitierten Quelle zum Wissen um den Holocaust in der deutschen Bevölkerung während des Krieges, und nach 1945 Mitgründer der Deutschen Gesellschaft für Auswärtige Politik.

## Der Cornides-Bericht
Am 31. August 1942 sah Cornides als unbeteiligter Unteroffizier auf der Durchreise bei einem Eisenbahn-Halt in Rawa-Ruska im Generalgouvernement einen ankommenden Deportationszug mit 35 Viehwaggons, vollgestopft mit Juden auf dem Weg ins Vernichtungslager Belzec. Ein diensthabender Polizist am Bahnhof bestätigte Cornides auf Nachfrage beiläufig, dass die Insassen des Transports ermordet werden würden. Später am selben Tag sah Cornides mehrere leer aus Belzec zurückkehrende Züge. Cornides sprach mit Begleitpolizisten eines dieser Züge: „Grinsend sagt einer: 'Du weißt wohl, wo wir herkommen? Na ja, für uns geht die Arbeit nicht aus.'“ Am Abend fuhr Cornides von Rawa-Ruska weiter Richtung Lublin. Nach wenigen Kilometern passierte der Zug unmittelbar das Vernichtungslager, das zwar durch Bäume verdeckt war, die Mitreisenden klärten Cornides jedoch über den Zweck der Einrichtung auf und erwähnten die Tatsache der Vergasung und der rauchenden Krematorien. Mit eigenen Augen sah Cornides schließlich einen „mit Kleiderbündeln bis an die Decke“ gefüllten Lagerschuppen.
1959 publizierte der Historiker Hans Rothfels erstmals den Bericht und kommentierte in der Einleitung, dieser belege, dass „die Kenntnis der Vorgänge – was man an sich schon vermuten durfte – im Generalgouvernement durchaus verbreitet war und daß es jedenfalls verhältnismäßig geringer Anstrengung bedurfte, ihnen auf die Spur zu kommen. Freilich werden nur wenige den Willen dazu gehabt haben oder gar den Wunsch, das Gesehene und Gehörte schriftlich festzulegen.“

## Mitgründer der DGAP
1945 gründete Cornides, der mütterlicherseits der bekannten Verlegerfamilie Oldenbourg entstammte, die Zeitschrift Europa-Archiv, die erste außenpolitische Zeitschrift in Deutschland nach dem Zweiten Weltkrieg (seit 1995 erscheint sie unter dem Titel „Internationale Politik“). 1955 wurde unter seiner maßgeblichen Beteiligung die Deutsche Gesellschaft für Auswärtige Politik gegründet, die das deutsche Äquivalent zum US-amerikanischen Council on Foreign Relations darstellt. Sie hatte zunächst in Frankfurt am Main, ab 1960 in Bonn ihren Sitz. Bis zu seinem Tod 1966 war Cornides Geschäftsführender stellvertretender Präsident und Direktor des Forschungsinstituts der DGAP.

## Veröffentlichungen (Auswahl)
- (zusammen mit Hermann Volle): Um den Frieden mit Deutschland. Dokumente zum Problem der deutschen Friedensordnung 1941-1948 mit einem Bericht über die Londoner Außenministerkonferenz vom 25. November bis 15. Dezember 1947. Verlag Europa-Archiv, Oberursel 1948.
- Die Weltmächte und Deutschland. Geschichte der jüngsten Vergangenheit 1945 - 1955. Wunderlich, Tübingen 1957 (3. Auflage 1965).
- (als Herausgeber): Begegnung mit dem Atomzeitalter. Oldenbourg, München 1961.

## Quelle
- Dok. VEJ 9/125: Der Unteroffizier Wilhelm Cornides notiert am 31. August 1942, was er bei den Deportationen von Juden nach Bełżec beobachtet und gehört hat. In: Klaus-Peter Friedrich (Bearb.): Die Verfolgung und Ermordung der europäischen Juden durch das nationalsozialistische Deutschland 1933–1945 (Quellensammlung),  Band 9:  Polen: Generalgouvernement August 1941–1945, München 2013, ISBN 978-3-486-71530-9, S. 397–400 / als Hörfassung „Die Quellen sprechen“